# Kein Auskommen mit dem Einkommen!
Kein Auskommen mit dem Einkommen! (weiterer Verleihtitel: Er bei Tag und sie bei Nacht) ist eine deutsche Filmkomödie, die 1957 unter der Regie von Herbert B. Fredersdorf gedreht wurde. Die Uraufführung des Schwarzweißfilms fand am 29. Oktober 1957 im Capitol in Göttingen statt. Bundesweiter Kinostart war am 31. Oktober 1957.

## Handlung
Klaus Jäger fühlt sich von seinem Vater, dem Obsthändler und  Saftfabrikanten Helmut Jäger, mehr und mehr missverstanden. Eines Tages will der verwitwete Mann seinem Sohn seine neue Liebe, Gerry Franzen, und deren Tochter Lisa vorstellen. Da platzt Klaus endgültig der Kragen. Obwohl die Haushälterin Lina nur wohlwollende Worte über Frau Franzen äußert, verzichtet Klaus auf die Bekanntschaft mit der vermeintlichen Erbschleicherin und ihrer Tochter. Er nimmt kurzerhand bei dem Fuhrunternehmer Braunkohl eine Stellung als Lastwagenfahrer an und mietet sich ein möbliertes Zimmer bei dem Ehepaar Bodendiek.
Klaus ahnt nicht, dass sich August und Ida Bodendiek ihre Rente auf besonders originelle Weise aufbessern. Da Klaus nachts arbeitet, hat das schrullige Paar das Zimmer gleichzeitig an Lisa Franzen vermietet, die den ganzen Tag als Chefsekretärin bei dem Industriellen Herrn Bollmann tätig ist. Unterdessen haben Helmut Jäger und Gerry Franzen ohne die Anwesenheit ihrer Kinder geheiratet. Es dauert nicht lange, bis Klaus die attraktive Lisa auf dem Weg zur Arbeit trifft. Ohne zu wissen, dass sie Stiefgeschwister sind und sich das Zimmer teilen, finden die beiden Gefallen aneinander.
Um sich vor ihrem aufdringlichen Chef und dessen eifersüchtiger Frau zu schützen, trägt Lisa im Büro einen falschen Ehering. So kommt es, dass Lisa mit ihrem nicht vorhandenen Gatten zu Bollmanns Sommernachtsball eingeladen wird. Während seiner Arbeit verhindert Klaus eine Lieferung verdorbener Orangen an seinen Vater. Dieser veranlasst glattweg die Kündigung seines Sohnes. August und Ida Bodendiek können es nun nicht mehr verhindern, dass sich Klaus und Lisa in der Wohnung begegnen. Schließlich erscheint dort auch Frau Bollmann, die Lisa zum Sommernachtsball bringen will. Ehe er sich versieht, wird Klaus von der geschwätzigen Chefin zu Lisas Ehemann deklariert und mitgenommen. Auf dem abendlichen Fest stellen Klaus und Lisa fest, dass sie sich ineinander verliebt haben.
Am nächsten Morgen kommen Helmut Jäger und Gerry Franzen dahinter, dass ihre Kinder dieselbe Adresse haben. Dort klären sie Klaus und Lisa, die noch völlig übernächtigt sind, über ihr verwandtschaftliches Verhältnis auf. Nach einem kurzen Streit über Klaus’ anfängliche Vorurteile kommt es für alle Beteiligten zu einem glücklichen Ende.

## Entstehungsgeschichte

### Drehbuch und Vorproduktion
Die Geschichte um ein doppelt vermietetes Zimmer fand bereits 1932 in dem Film Ich bei Tag und Du bei Nacht Verwendung. Die Handlung des Films Kein Auskommen mit dem Einkommen basiert allerdings auf dem gleichnamigen, ursprünglich auf Plattdeutsch erschienenen Bühnenstück (Originaltitel: Keen Utkamen mit't Inkamen) von Fritz Wempner. Die am 8. Dezember 1956 im Niederdeutschen Theater Bremen uraufgeführte Komödie entwickelte sich schnell zu einem großen Erfolg im In- und Ausland. So wurde das Stück bald auch auf Hochdeutsch, Schweizerdeutsch und Niederländisch übersetzt und gespielt. Bereits am 8. Juni 1957 erfolgte durch den Nord- und Westdeutschen Rundfunkverband eine Fernsehausstrahlung aus dem Hamburger Ohnsorg-Theater. Als Darsteller wirkten darin unter anderem Otto Lüthje, Ernst Grabbe und Hilde Sicks mit.
Ebenfalls 1957 entstand die Adaption für einen Kinofilm, dessen Drehbuch von Rolf und Alexandra Becker verfasst wurde. Der Reiz der vergleichsweise kleinen Produktion lag darin, beliebte Theaterschauspieler wie Günther Lüders oder Erna Sellmer in tragenden Hauptrollen zu zeigen. Lüders zu seiner Rolle als Rentner August Bodendiek: „Eine prachtvolle Rolle! Keine Plakatfigur, sondern ein Mensch. Für mich jedenfalls eine Rolle mit schönen Möglichkeiten.“

### Produktion
Die Außenaufnahmen entstanden in Göttingen, unter anderem im Bereich der Beyerstraße und der Sültebecksbreite. Die Innenaufnahmen fanden im Filmatelier Göttingen statt. Filmarchitekt war Walter Haag.

## Rezeption

### Veröffentlichung
Die FSK gab Kein Auskommen mit dem Einkommen am 22. Oktober 1957 ab 12 Jahren frei. Am 29. Oktober des gleichen Jahres erfolgte die Uraufführung im Capitol in Göttingen. Der bundesweite Kinostart war schließlich am 31. Oktober 1957. Der Film lief auch unter dem Verleihtitel Er bei Tag und sie bei Nacht.
Im Fernsehen wurde Kein Auskommen mit dem Einkommen unter anderem auf Sat.1 ausgestrahlt. Eine Veröffentlichung auf Video oder Blu-ray Disc fand nicht statt. Der Film war 2016 bei icestorm und spondo als DVD erhältlich.

### Kritiken
„Sympathisches Alltags-Lustspiel von gemütvoll-argloser Heiterkeit.“